# Brongniartiella inconditissimi
Brongniartiella inconditissimi là một loài côn trùng trong họ Brongniartiellidae thuộc bộ Neuroptera. Loài này được Handlirsch miêu tả năm 1906.